# Cadillac Allanté
Cadillac Allanté – samochód sportowy klasy średniej produkowany pod amerykańską marką Cadillac w latach 1986 – 1993.

## Historia i opis modelu

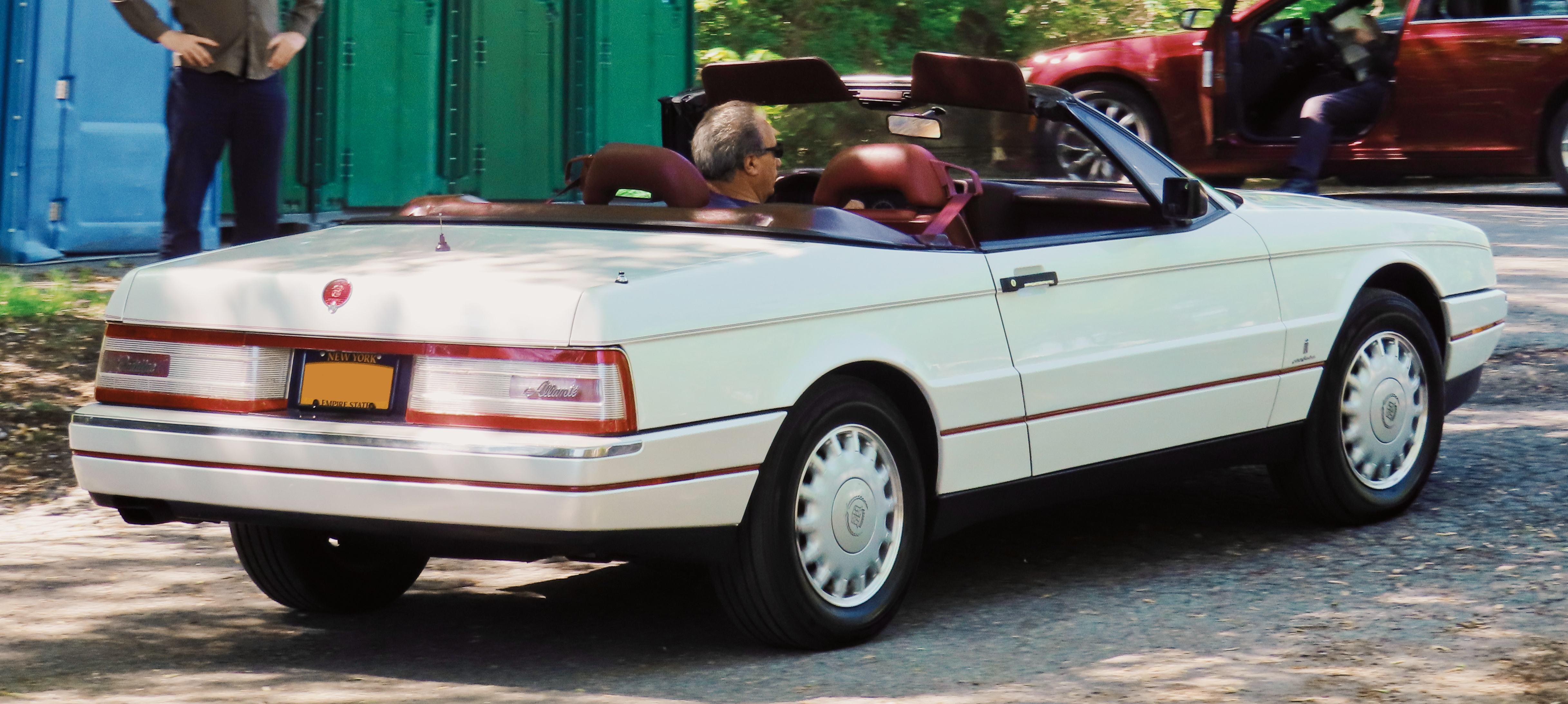
Cadillac Allanté - tył

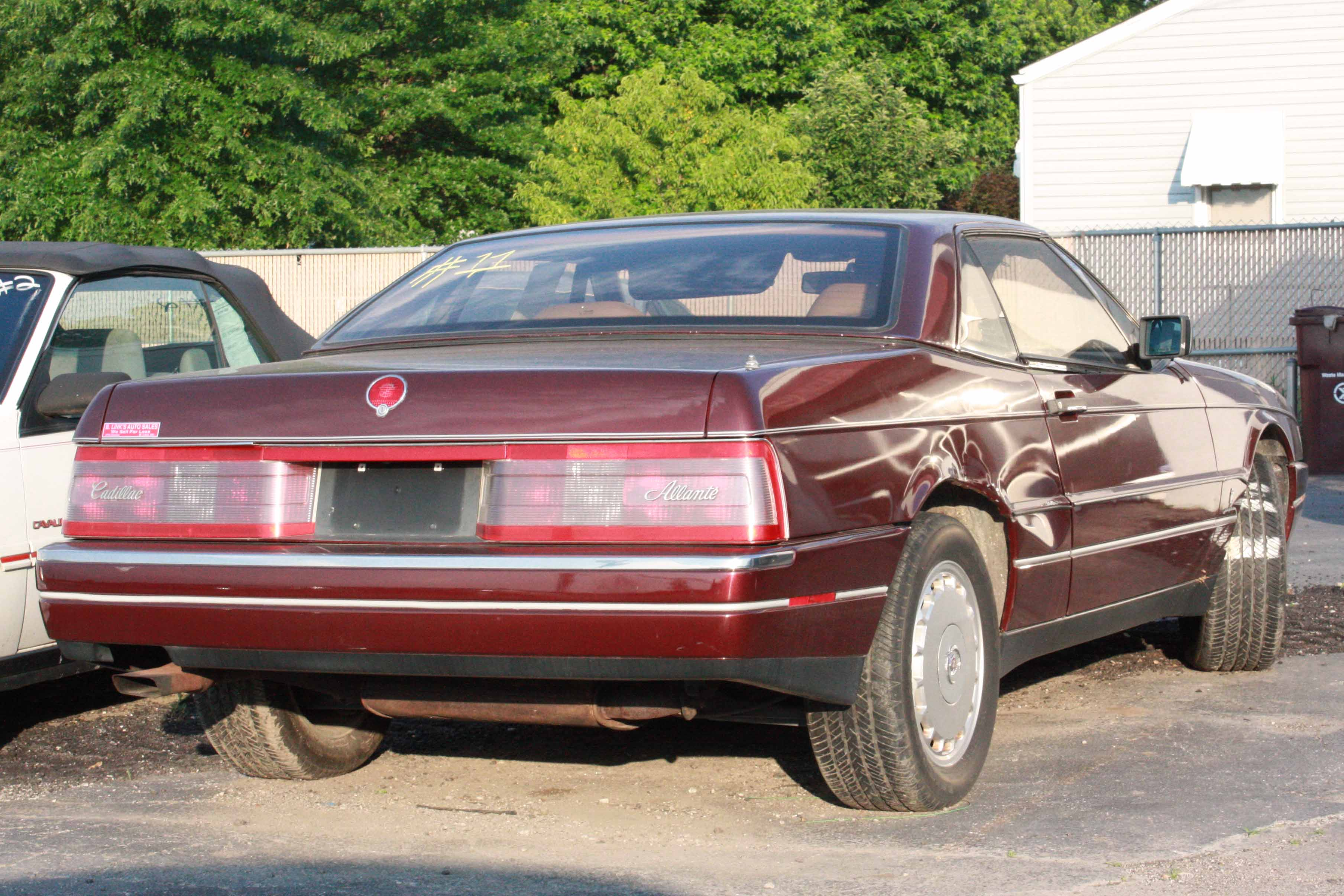
Cadillac Allanté Hardtop

Projekt nadwozia pojazdu opracowany został we współpracy z włoskim studiem stylistycznym Pininfarina, dzięki czemu udało się osiągnąć współczynnik oporu powietrza Cx=0,34. Wytwarzanie tego wozu było dosyć kłopotliwe: podwozia z produkcji wielkoseryjnej w Detroit dostarczano specjalnie dostosowanymi samolotami Boeing 747 do Włoch, gdzie w zakładzie Pininfarina w Grugliasco w pobliżu Turynu podwozia skracano i dawano karoserię wykonaną z niemieckiej stali i stopu aluminiowego ze Szwajcarii. Po zwrotnym transporcie do Detroit samochody wykańczano u Cadillaca w zakładzie w Hamtramck.
W 1988 roku pojazd doposażony został w regulowane zagłówki oraz opcjonalny zestaw europejskich wskaźników. Rok później do produkcji wprowadzono silnik o pojemności 4.5 l i mocy 200 KM. Przy okazji usprawniono mechanizm zdejmowania dachu. W 1990 roku do sprzedaży wprowadzono wersję ze zdejmowanym sztywnym dachem. W 1993 roku wprowadzono do produkcji silnik 4.6 l o mocy 295 KM.

### Sprzedaż
W porównaniu do innych modeli Cadillaca produkcja wozów Allanté nie była zbyt wysoka. Łącznie powstało 21 395 sztuk. W kolejnych latach sięgała ona: 1986 – 165 szt., 1987 – 4 658 szt., 1988 – 2 609 szt., 1989 – 3 047 szt., 1990 – 3 768 szt., 1991 – 2 510 szt., 1992 – 2 662 szt., oraz 1993 – 1 976 sztuk.

### Wyposażenie
Standardowe wyposażenie pojazdu obejmowało m.in. system ABS Bosch III, skórzaną tapicerkę z włoskiej skóry oraz system audio firmy Bose.

### Silniki
- V8 4.1l HT-4100
- V8 4.5l HT-4500
- V8 4.6l Northstar